# Saint Bernardin de Sienne (Le Greco)
Saint Bernardin de Sienne est un tableau réalisé par Le Greco en 1603 et exposé au musée du Greco à Tolède (Castille-La Manche, Espagne). Il représente le prédicateur Bernardin de Sienne (1380-1444).

## Description
Cette œuvre a été commandée à l'artiste par le collège universitaire Saint-Bernardin de Tolède pour représenter saint Bernardin de Sienne. Le tableau, de 269 × 144 cm, est payé en février 1603 et prêt en septembre de la même année. Le saint aux proportions très stylisées est vêtu avec son habit de bure de l'ordre franciscain auquel il appartient et tient un bâton couronné du monogramme IHS.
Arborant son bâton équipé du monogramme IHS, le saint porte sous le bras gauche un livre relié en style plateresque. Trois mitres se trouvent à ses pieds, chacune symbolisant le diocèse dont le saint a refusé le siège : Sienne, Urbino et Ferrare. On remarque au fond des édifices de Tolède. La figure du saint dégage une forte impression de monumentalité,  entouré de nuages tempêtueux.